# أوين ماكاولي
أوين ماكاولي (بالإنجليزية: Owen McAuley)‏ هو سائق سباق بريطاني، ولد في 5 أكتوبر 1973.